# گمینا شچاونگتسا
گمینا شچاونگتسا (به لهستانی:  Gmina Szczawnica) یک گمینا در لهستان است که در شهرستان نوو تارگ واقع شده‌است. گمینا شچاونگتسا ۸۷٫۹ کیلومتر مربع مساحت و ۷٬۳۸۰ نفر جمعیت دارد.